# Kreis Ribnitz-Damgarten
De Kreis Ribnitz-Damgarten was een Kreis in de Bezirk Rostock in de Duitse Democratische Republiek tussen 1952 en 1994.
De Kreis ontstond op 25 juli 1952 uit delen van de voormalige landkreisen Rostock en Franzburg-Barth (die sinds 1946 Landkreis Stralsund werd aangeduid), en maakte deel uit van de nieuw gevormde Bezirk Rostock. De Kreis werd op na de Duitse hereniging op 3 oktober 1990 onderdeel van de deelstaat Mecklenburg-Voor-Pommeren. Op 12 juni 1994 werd de kreis, die sinds 17 mei 1990 als landkreis werd aangeduid, opgeheven en vormde sindsdien samen met de eveneens opgeheven landkreisen Stralsund en Grimmen tot de herindeling van 2011 de Landkreis Nordvorpommern.

## Steden en gemeenten
De Landkreis Ribnitz-Damgarten had op 3 oktober 41 gemeenten, waaronder vier steden:
| - Ahrenshagen - Ahrenshoop - Allerstorf - Bad Sülze, stad - Bartelshagen I b. Ribnitz-D. - Bartelshagen II b. Barth - Barth, tad - Böhlendorf - Born a. Darß - Breesen - Brünkendorf - Carlsruhe - Daskow - Dettmannsdorf | - Dierhagen - Divitz - Dudendorf - Eixen - Fuhlendorf - Gresenhorst - Kavelsdorf - Kenz - Kuhlrade - Küstrow - Langsdorf - Löbnitz - Lüdershagen - Marlow, stad | - Prerow - Pruchten - Ravenhorst - Ribnitz-Damgarten, stad - Saal - Schlemmin - Schulenberg - Semlow - Spoldershagen - Trinwillershagen - Wieck a. Darß - Wustrow - Zingst |